# 明克峰
明克峰（英語：Mink Peak）是南極洲的山峰，位於瑪麗伯德地，處於克利夫蘭山以北4公里的沃森海崖東端，美國地質調查局根據測量和美國海軍拍攝的空中照片繪入地圖，現時由南極條約體系管理。